# Hội trường Osaka-jō

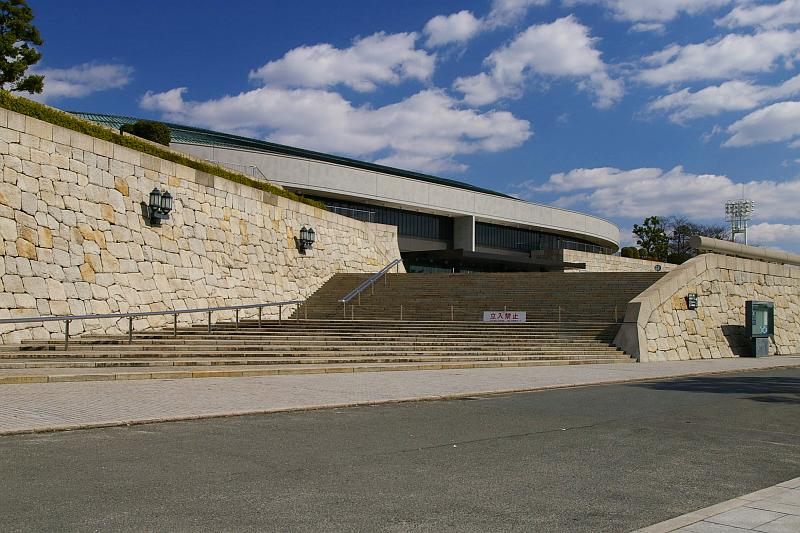
Lối vào nhà thi đấu

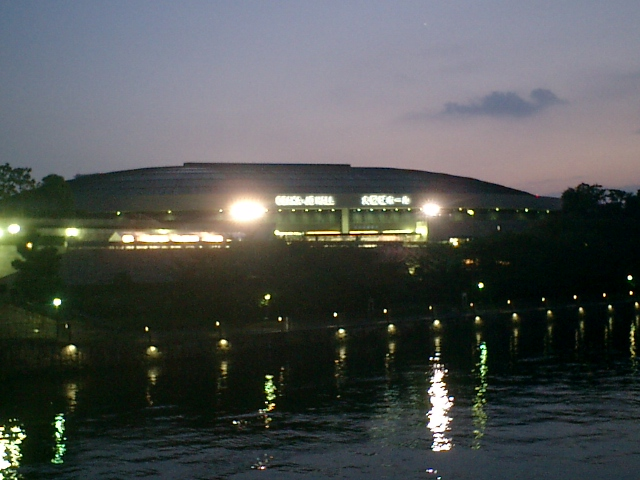
Quang cảnh nhà thi đấu vào ban đêm nhìn từ phía đông bắc, tháng 8 năm 2005

Hội trường Osaka-jō (大阪城ホール Ōsaka-jō Hōru) là một nhà thi đấu đa năng nằm ở khu vực Kyōbashi của Ōsaka, Nhật Bản. Nhà thi đấu có sức chứa 16.000 người và được khánh thành vào năm 1983. Nhà thi đấu được xây dựng trên khu đất có diện tích 36.351 mét vuông.